# Georg Kreß (Autor)
Georg Dietmar Kreß (* 3. Januar 1965 in Neustadt an der Aisch) ist ein deutscher Lehrer und Kinderbuchautor.

## Leben
Georg Kreß verbrachte seine Kindheit und Jugend in Fürstenforst in der Gemeinde Burghaslach. Er hat zwei Schwestern und einen Bruder. Nach seinem Abitur in Franken zog er in die Stadt Scheinfeld. Den Zivildienst und das Germanistik-Anglistik-Sport-Studium absolvierte er in Würzburg. Im Studium entwickelte Georg Kreß seine Leidenschaft als Gitarrist und Sänger. 25 Jahre lang stand er in verschiedenen Rock-, Pop- und Hip-Hop-Formationen auf deutschen Bühnen. 
2006 entschied sich Georg Kreß für ein Lehramtsstudium an der Pädagogischen Hochschule Schwäbisch Gmünd. Im Studium entstanden seine tiefsinnigen Kurzgeschichten. Nach dem Staatsexamen 2009 schrieb Georg Kreß im Auftrag der Schleich GmbH seinen ersten Roman. 2011 erschien seine Kurzgeschichte „Saugnäpfe“ in der Deutschdidaktik Zeitschrift „Deutsch“ im Friedrich Verlag. Im März 2011 wurde sein erster Roman veröffentlicht. 2013 folgte sein zweiter Roman. Beide Romane erhielten eine Auflage von 30.000 Büchern.
Georg Kreß arbeitet als Lehrer in Heidenheim an der Brenz. Mit seiner Ehefrau und den drei gemeinsamen Söhnen lebt er in Großkuchen.

## Werke
- Bayala. Das Lied der Freundschaft, 2011, ISBN 978-3-86922-962-1
- Bayala. Gefahr im Elfenland, 2013, ISBN 978-3-86922-963-8